# 蕭景
蕭 景（しょう けい、477年 - 523年）は、南朝梁の皇族。字は子昭。武帝蕭衍の従弟にあたる。

## 経歴
蕭崇之と毛氏のあいだの子として生まれた。8歳のとき父に従って東陽郡に入った。父が殺害されると、喪に服して哀哭し、痩せ細った。成長すると学問を好み、弁舌と決断にすぐれた。斉の建武年間、晋安王左常侍に任じられ、永寧県令に転じ、その統治は百城の中で最上のものと評価された。「廉平」と呼ばれて知られた永嘉郡太守の范述も、蕭景の統治に感心して、郡門に「諸県で裁断に疑いのある者は、永寧県令の判断を仰ぎなさい」と掲示した。ほどなく蕭景は病のために官を去った。永嘉郡の胡仲宣ら1000人が宮中を訪れて、蕭景を郡太守とするよう請願したが、許されなかった。蕭景は建康に召還されて驃騎行参軍となった。
永元2年（500年）、蕭懿の勲功により、蕭景は歩兵校尉に任じられた。この年の冬、蕭懿が殺害されると、蕭景は難を逃れた。中興元年（501年）、蕭衍が東征して建康に入ると、蕭景は寧朔将軍・行南兗州事となった。このころ江北の楚人たちが城塞に拠って割拠していたが、蕭景が威信を示すと、首領たちが処罰を願い出て出頭してきたため、短時日のうちに江北の治安は回復した。中興2年（502年）、蕭景は都督南兗州諸軍事・輔国将軍・南兗州刺史に転じた。
同年（天監元年）、武帝が即位して梁が建てられると、蕭景は呉平県侯に封じられ、使持節・都督南北兗青冀四州諸軍事・冠軍将軍・南兗州刺史となった。天監4年（505年）、北伐がおこなわれると、蕭景は軍を率いて淮陽に進出し、宿預を陥落させた。母が死去し、喪に服すために官を辞したが、武帝の意向で無官のまま職務をつとめた。天監5年（506年）、軍を返すと、蕭景は太子右衛率に任じられ、輔国将軍・衛尉卿に転じた。天監7年（508年）、左驍騎将軍に転じ、領軍将軍を兼ねた。
ほどなく使持節・都督雍梁南北秦四州郢州之竟陵司州之隨郡諸軍事・信武将軍・寧蛮校尉・雍州刺史として出向した。天監8年（509年）、北魏の荊州刺史の元志が7万の兵を率いて潺溝に進攻し、少数民族たちを圧迫したので、諸族らは漢水を渡り、南朝梁の保護を求めてやってきた。受け入れに慎重な意見が多かったが、蕭景は樊城を開いてかれらを受け入れた。いっぽう朱思遠・曹義宗・孟恵儁らに命じて元志を潺溝で撃破し、その長史の杜景を生け捕りにした。戦死者の遺体が漢水を覆う惨状となったため、蕭景は中兵参軍の崔繢を派遣して遺体を収容させ葬らせた。
天監11年（512年）、建康に召還されて右衛将軍となり、領石頭戍事をつとめた。天監12年（513年）、再び使持節・都督南北兗北徐青冀五州諸軍事・信威将軍・南兗州刺史となった。天監13年（514年）、建康に召還されて領軍将軍となり、殿省に宿直し、知十州損益事をつとめた。
天監15年（516年）、侍中の位を加えられた。天監17年（518年）、揚州刺史の臨川王蕭宏が法を犯して免官されると、蕭景は代わって安右将軍・監揚州諸軍事を命じられた。蕭景は亡父の官を越える揚州の任を固辞したが、武帝に許されず、やむなく赴任した。
天監18年（519年）、重ねて解任を願い出たが、武帝に許可されなかった。天監19年（520年）、使持節・散騎常侍・都督郢司霍三州諸軍事・安西将軍・郢州刺史として出向した。
普通4年（523年）、郢州で死去した。享年は47。侍中・中撫軍・開府儀同三司の位を追贈された。諡は忠といった。
子の蕭勱が後を嗣いだ。

## 伝記資料
- 『梁書』巻24 列伝第18
- 『南史』巻51 列伝第41